# 홍화각 현판
홍화각 현판(弘化閣 懸板)은 대한민국 제주특별자치도 제주시 삼성사재단에 있는, 조선시대의 홍화각 건물에 실제로 걸려 있었던 현판이다. 2013년 1월 15일 제주특별자치도의 유형문화재 제32호로 지정되었다.

## 개요
홍화각 현판은 홍화각 건물에 실제로 걸려 있었던 현판으로 세종조의 고득종(제주출신 문신으로 당시 한성부 판윤)이 글씨로 추정된다. 목재 연륜연대를 측정한 결과, 홍화각 건축물이 축조될 시기(1435년)에 제작된 것으로 판명되었으며, 홍화각 건물의 건립 전말을 판각한 기문인 홍화각기는 현재 도지정 유형문화재 제15호로 지정(91. 6. 4)되어 삼성사재단이 소장·관리하고 있다.

## 같이 보기
- 고득종
- 홍화각기 - 제주특별자치도 유형문화재 제15호

## 참고 자료
- 홍화각 현판 - 국가유산청 국가유산포털